# تيري رينولدز
تيري رينولدز (بالإنجليزية: Terry Reynolds)‏ هو لاعب دوري الرغبي أسترالي، ولد في 1947، وتوفي في 18 أكتوبر 2007.